# Matt Beleskey
Matthew Beleskey (* 7. června 1988 Windsor, Kanada) je bývalý kanadský profesionální hokejista, který naposledy hrál v klubu Hartford Wolf Pack v AHL. Byl draftován v roce 2006 týmem Anaheim Ducks jako 112. v pořadí.

## Klubové statistiky
| Sezona                 | Klub                | Soutěž     | Základní část | Základní část | Základní část | Základní část | Základní část | Play off | Play off | Play off | Play off | Play off |
| Sezona                 | Klub                | Soutěž     | Z             | G             | A             | B             | TM            | Z        | G        | A        | B        | TM       |
| ---------------------- | ------------------- | ---------- | ------------- | ------------- | ------------- | ------------- | ------------- | -------- | -------- | -------- | -------- | -------- |
| 2003/2004              | Collingwood Blues   | OPJHL      | 46            | 8             | 13            | 21            | 110           | —        | —        | —        | —        | —        |
| 2004/2005              | Belleville Bulls    | OHL        | 68            | 10            | 13            | 23            | 118           | 5        | 0        | 0        | 0        | 18       |
| 2005/2006              | Belleville Bulls    | OHL        | 61            | 20            | 20            | 40            | 119           | 6        | 1        | 2        | 3        | 10       |
| 2006/2007              | Belleville Bulls    | OHL        | 66            | 27            | 41            | 68            | 124           | 15       | 4        | 10       | 14       | 18       |
| 2007/2008              | Belleville Bulls    | OHL        | 62            | 41            | 49            | 90            | 106           | 21       | 12       | 21       | 33       | 23       |
| 2008/2009              | Iowa Chops          | AHL        | 58            | 11            | 24            | 35            | 58            | —        | —        | —        | —        | —        |
| 2008/2009              | Anaheim Ducks       | NHL        | 2             | 0             | 0             | 0             | 0             | —        | —        | —        | —        | —        |
| 2009/2010              | San Antonio Rampage | AHL        | 12            | 1             | 4             | 5             | 19            | —        | —        | —        | —        | —        |
| 2009/2010              | Toronto Marlies     | AHL        | 3             | 1             | 1             | 2             | 2             | —        | —        | —        | —        | —        |
| 2009/2010              | Anaheim Ducks       | NHL        | 60            | 11            | 7             | 18            | 35            | —        | —        | —        | —        | —        |
| 2010/2011              | Anaheim Ducks       | NHL        | 35            | 3             | 7             | 10            | 36            | 6        | 1        | 0        | 1        | 4        |
| 2010/2011              | Syracuse Crunch     | AHL        | 27            | 11            | 13            | 24            | 39            | —        | —        | —        | —        | —        |
| 2011/2012              | Anaheim Ducks       | NHL        | 70            | 4             | 11            | 15            | 72            | —        | —        | —        | —        | —        |
| 2012/2013              | Anaheim Ducks       | NHL        | 42            | 8             | 5             | 13            | 56            | 7        | 2        | 1        | 3        | 2        |
| 2013/2014              | Norfolk Admirals    | AHL        | 3             | 1             | 0             | 1             | 0             | —        | —        | —        | —        | —        |
| 2013/2014              | Anaheim Ducks       | NHL        | 55            | 9             | 15            | 24            | 64            | 5        | 2        | 2        | 4        | 8        |
| 2014/2015              | Anaheim Ducks       | NHL        | 65            | 22            | 10            | 32            | 39            | 16       | 8        | 1        | 9        | 2        |
| 2015/2016              | Boston Bruins       | NHL        | 80            | 15            | 22            | 37            | 65            | —        | —        | —        | —        | —        |
| 2016/2017              | Boston Bruins       | NHL        | 49            | 3             | 5             | 8             | 47            | 3        | 0        | 0        | 0        | 4        |
| 2017/2018              | Boston Bruins       | NHL        | 14            | 0             | 0             | 0             | 17            | —        | —        | —        | —        | —        |
| 2017/2018              | Providence Bruins   | AHL        | 21            | 4             | 2             | 6             | 15            | —        | —        | —        | —        | —        |
| 2017/2018              | New York Rangers    | NHL        | 1             | 0             | 0             | 0             | 4             | —        | —        | —        | —        | —        |
| 2017/2018              | Hartford Wolf Pack  | AHL        | 14            | 1             | 5             | 6             | 11            | —        | —        | —        | —        | —        |
| 2018/2019              | New York Rangers    | NHL        | 4             | 1             | 0             | 1             | 5             | —        | —        | —        | —        | —        |
| 2018/2019              | Hartford Wolf Pack  | AHL        | 53            | 5             | 17            | 22            | 55            | —        | —        | —        | —        | —        |
| 2019/2020              | Hartford Wolf Pack  | AHL        | 56            | 16            | 10            | 26            | 55            | —        | —        | —        | —        | —        |
| NHL celkem             | NHL celkem          | NHL celkem | 477           | 76            | 82            | 158           | 440           | 37       | 13       | 4        | 17       | 20       |
| Konec hokejové kariéry |                     |            |               |               |               |               |               |          |          |          |          |          |